# Narodowa Akademia Nauk Białorusi
Narodowa Akademia Nauk Białorusi (biał. Нацыянальная акадэмія навук Беларусі, Nacyjanalnaja akademija nawuk Biełarusi, ros. Национальная академия наук Беларуси, НАН Беларуси) – białoruska akademia nauk znajdująca się w Mińsku. Jednym z jej zadań jest regulacja języka białoruskiego.

## Historia
Została utworzona 1 stycznia 1929 roku. W roku 2007 w NANB było zatrudnionych ponad 17 tys. pracowników umysłowych i fizycznych, wśród nich 560 doktorów nauk i ponad 1970 kandydatów nauk. 

## Poprzednie nazwy
- Białoruska Akademia Nauk (Беларуская акадэмія навук, 1929–1936)
- Akademia Nauk Białoruskiej SRR (Акадэмія навук БССР, 1936–1991)
- Akademia Nauk Białorusi (Акадэмія навук Беларусі, 1991–1997)